# Chelypus shortridgei
Chelypus shortridgei är en spindeldjursart som beskrevs av Hewitt 1931. Chelypus shortridgei ingår i släktet Chelypus och familjen Hexisopodidae. Inga underarter finns listade i Catalogue of Life.